# Anableps dowei
Anableps dowei és una espècie de peix pertanyent a la família dels anablèpids.

## Descripció
- El mascle pot arribar a fer 22 cm de llargària màxima i la femella 34.[5][6]

## Hàbitat
És un peix d'aigua dolça, salabrosa i marina; demersal i de clima tropical (24 °C-28 °C).

## Distribució geogràfica
Es troba a Centreamèrica: conques pacífiques entre el sud de Mèxic i Nicaragua.

## Observacions
És inofensiu per als humans.